# Carriers at War
Carriers at War est un jeu vidéo de type wargame développé et publié par Strategic Studies Group en 1992 sur DOS.  Le jeu est un remake de Carriers at War 1941-1945: Fleet Carrier Operations in the Pacific, également développé par Strategic Studies Group, et retrace des opérations menées par des porte-avions dans l’océan Pacifique pendant la Seconde Guerre mondiale. Le joueur incarne ainsi un commandant au cours de simulations de bataille navale et aérienne incluant celles de Pearl Harbor, de la mer de Corail, de Midway, des Salomon orientales et de Santa Cruz.

## Système de jeu
Carriers at War est un wargame qui simule des combats navals dans l’océan Pacifique pendant la Seconde Guerre mondiale. Le jeu propose cinq scénarios qui simulent notamment l’attaque de Pearl Harbor, la bataille de la mer de Corail, la bataille de Midway, la bataille des Salomon orientales et la bataille des îles Santa Cruz. Le joueur commande une flotte de guerre et doit utiliser les forces à sa disposition –aviations, porte-avions et navires de surface – pour prendre l’avantage sur son adversaire. Il peut visualiser le champ de bataille à différentes échelles. Une carte stratégique lui permet ainsi d’avoir une vision d’ensemble des combats alors que des cartes plus détaillées lui permettent de contrôler directement ses navires et avions. Les navires et les porte-avions sont regroupés en détachements auxquels le joueur peut donner des ordres de mouvements et de formation. À partir des porte-avions, il peut envoyer des avions effectuer des missions de reconnaissance, d’escorte ou d’attaque. 

## Développement
Carriers at War est un remake de Carriers at War 1941-1945: Fleet Carrier Operations in the Pacific développé et publié par Strategic Studies Group en 1984 sur Apple II et Commodore 64, des ordinateurs 8-bit doté de 64k de mémoire vive. Lorsque Ian Trout et Roger Keating envisage de porter ce dernier sur des ordinateurs 16-bit, ils étudient les possibilités offertes par ces derniers pour finalement décider de mettre de côté le programme original pour repartir de rien afin de développer un jeu tirant avantage des ordinateurs récent. Par rapport à son prédécesseur, Carriers at War bénéficie ainsi de graphismes en Video Graphics Array, du support des cartes son Sound Blaster et Ad Lib et d’une nouvelle interface graphique utilisable à la souris. Ce remake est publié par Strategic Studies Group en 1992 sur IBM PC.

## Accueil
| Carriers at War |      |       |
| Média           | Pays | Notes |
| Dragon          | US   | 4/5   |
| Gen4            | FR   | 74 %  |
| Joystick        | FR   | 79 %  |
| Tilt            | FR   | 14/20 |

À sa sortie en France, Carriers at War fait l’objet d’une critique plutôt positive du journaliste de Joystick qui le décrit comme « superbe wargame, particulièrement beau » mais qui regrette que le programme soit « peu pratique à utiliser ». Il juge ainsi que si le jeu est « très intéressant », « complexe » et « profond », ses nombreuses options font qu’il nécessite d’investir de nombreuses heures dans le jeu avant de pouvoir le maitriser et en profiter.